# 虚空蔵山古墳 (行田市)
虚空蔵山古墳（こくぞうやまこふん）は、埼玉県行田市小見にある古墳。形状は前方後円墳。小見古墳群を構成する古墳の1つ。埼玉県選定重要遺跡に選定されている。

## 概要

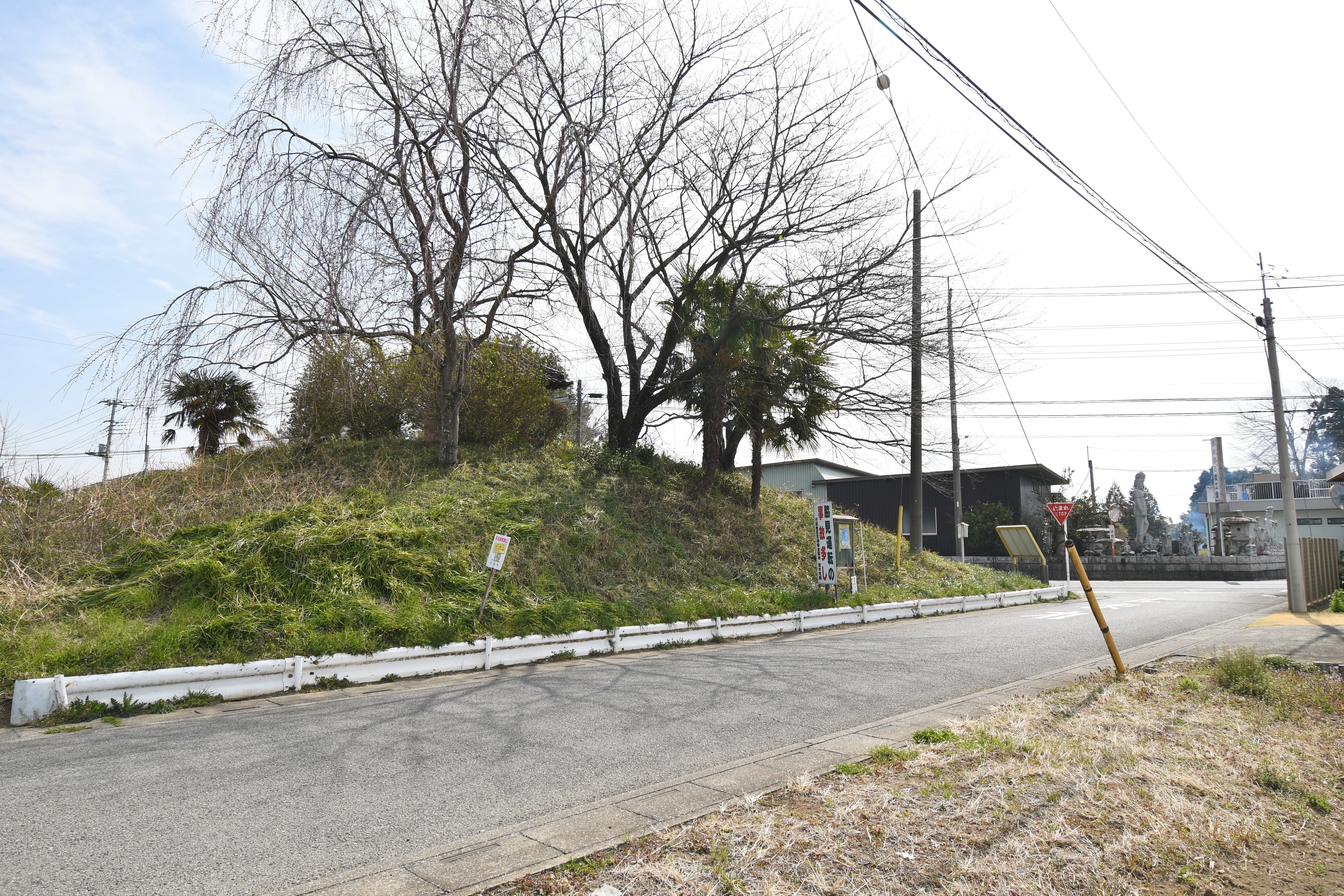
墳丘左に残存前方部。右奥に後円部が所在した。

埼玉県北部、星川西岸の加須低地に築造された古墳である。小見真観寺古墳の北西に所在し、現在は墳頂に虚空蔵菩薩が祀られる。これまでに埼玉県道7号佐野行田線・市道の建設のため墳丘の大部分が削平されているほか、1984年（昭和59年）・2008年（平成20年）に発掘調査が実施されている。
墳形は前方後円形で、前方部を北北西方向に向けた。元は墳丘長60メートル程度と推定されるが、現在は前方部の墳丘の一部のみを残し、東西26メートル・南北19メートル・高さ約3メートルを測る。墳丘周囲には周溝が巡らされ、円筒埴輪・形象埴輪（人物・馬形・大刀形埴輪など）が検出されている。埋葬施設は横穴式石室であったとされ、石室天井石とされる緑泥片岩が真観寺境内に移されている。
築造時期は、古墳時代後期の6世紀後半頃と推定される。小見古墳群では小見真観寺古墳に先行する時期に位置づけられる古墳になる。
古墳域は1969年（昭和44年）に埼玉県選定重要遺跡に選定されている。

## 遺跡歴
- 1969年（昭和44年）10月1日、埼玉県選定重要遺跡に選定。
- 1984年（昭和59年）、市道拡幅に伴う発掘調査（行田市教育委員会、1984年に報告書刊行）。
- 2008年（平成20年）、発掘調査。

## 文化財

### 埼玉県選定重要遺跡
- 虚空蔵山古墳 - 1969年（昭和44年）10月1日選定[2]。

## 関連文献
（記事執筆に使用していない関連文献）
- 『虚空蔵山古墳』行田市教育委員会〈行田市文化財調査報告書第17集〉、1984年。